# Twisted Metal (игра, 2012)
Twisted Metal (рус. Скрежет металла) — консольная игра в жанре гонки на выживание, восьмая игра серии Twisted Metal, разработанная компанией Eat Sleep Play как эксклюзив для PlayStation 3. Фактически является перезапуском всех остальных семи игр. Изданием игры занимается компания Sony Computer Entertainment. Дата выхода была намечена на 4 октября 2011 года. Позже дата выхода игры сменилась на 14 февраля 2012 года. Разработчики прокомментировали это тем, что они хотят реализовать больше задумок, сделав новую игру «самой лучшей в серии».

## Разработка
Впервые игра была официально представлена публике на E3 2010 года.
Незадолго до релиза игры стало известно, что европейская версия задержится в связи с тем что игру было решено «порезать» цензурой для данного региона.

## Сюжет
Игра демонстрирует нам сюжетную линию в своеобразном исполнении: игра повествует историю трёх гонщиков, а сами истории начинаются с того места, где оканчиваются другие.

### Sweet Tooth
Первая сюжетная линия повествует о судьбе серийного маньяка по прозвищу «Sweet Tooth» (рус. Сладкоежка). Когда-то Маркус Кейн был примерным семьянином. У него была работа: он развозил мороженое. Но однажды всё изменилось. У Маркуса произошло раздвоение личности. Он старался сдерживать своё жестокое и маниакальное альтер эго. Эта сущность ненавидела никчёмную жизнь Маркуса и его глупую работу. Но вот он был не в силах сдерживаться. Однажды ночью он надел самодельную клоунскую маску, поджёг свою голову и решил уничтожить в первую очередь «идеальную семью». Маньяк выбрал семью Маркуса (по совместительству — свою).
Той ночью Кейн уничтожил всё семейство, кроме своей дочери, которую он оставил напоследок. Он загнал её в угол, стал «играть» с ней. И вот он решает убить её. Неожиданно она хватает ножницы и вонзает их в глаз маньяку. Кейн, обезумевший от боли, выпускает Софи и она убегает. С тех пор один глаз на его маске запечатан и Кейн ищет последнего представителя своей семьи. Он приходит туда, куда она обязательно пошла бы — в больницу. Там он устраивает невообразимую резню. Но как позже оказалось, Софи там не было. Тогда у Кейна остался последний шанс: победить на турнире Калипсо.
Кейну удаётся победить на состязании. Он приходит к Каллипсо и требует, чтобы он дал Кейну то, что ему нужно. И Калипсо сдерживает обещание. Кейн просыпается в гробу, рядом с разложившимся трупом. Оказалось, дочь Кейна в ту же ночь не смогла выдержать всего этого ужаса. Она застрелилась прямиком в лечебнице и была мертва все эти 10 лет. Кейн не верит, что Калипсо обхитрил его. Он обещает, что выберется и найдёт Калипсо. Камера поднимается выше, демонстрируя слои земли, переходящие в отвердевшие породы. На надгробье ярко-красными буквами написано «Sweet Tooth».
Но, как позже выяснилось, Кейн всё же оставил в живых одного человека: своего старшего сына, Чарли. Он хотел, чтобы сын продолжил его «работу». Повзрослевший Чарли находит «могилу» отца и раскапывает её, достав маску. После чего нам демонстрируют Чарли в маске и с горящей головой, а после — уезжающий грузовичок с мороженым.
Если досмотреть все титры то будет кат-сцена, где Калипсо стоит и кидает мешочек с чем-то в раскопанную могилу Sweet Tooth, затем перед ним через пару секунд появляется новый Sweet Tooth — София Кейн, та самая, которая была жертвой своего отца.

### Mr. Grimm
Следующий сюжет рассказывает историю Дениэла Гримма. Отец Дениэла был знаменитым мотогонщиком, носившим псевдоним «Mr.Grimm». Для Даниэла он был как супергерой. Однако в одну из ночей произошла трагедия. Отец Дениэла не смог выполнить опасный прыжок и разбился насмерть. Увидившего это Дениэла повергло в ужас. С тех пор его жизнь круто изменилась. Он разочаровался в людях, увидел «обратную сторону» той жизни, которая до этого казалась ему идеальной. Он стал убийцей и мародёром, и даже основал свою банду. В качестве имени он взял псевдоним отца — мистер Гримм.
Однако его никак не отпускала мысль о том, что жизнь могла быть другой, если бы он мог всё исправить: вернуться в ту роковую ночь и отговорить отца делать прыжок. Ради осуществления своей мечты, Гримм отправляется на турнир «Скрежет металла», который устраивает Калипсо.
Гримму удаётся одержать верх над своими оппонентами. Прямиком на мотоцикле он врывается в башню Калипсо и требует исполнить его желание. Калипсо исполняет его мечту, однако делает это по своему. Гримм желал вернуться назад во времени и отговорить отца. Вместо этого Калипсо отправляет уже взрослого Дениэла прямиком в машину отца, когда он и молодой Дениэл ехали на трек. Отец Дениэла видит Гримма и принимает его за спрятавшегося в автомобиле грабителя. Между ними завязывается драка, в ходе которой происходит авария и отец Дениэла гибнет. Гримм приходит в себя среди обломков автомобиля, а перед ним стоит он сам, но в детстве, и с пистолетом в руках. Гримм просит, чтобы Калипсо вернул его назад, но ничего не происходит. Гримм понимает, что всё так или иначе повернуло его жизнь в худшую сторону, и он бы сам пристрелил того ублюдка, по вине которого погиб его отец (отсылаясь на себя, что лишь он виноват в том, что его отец вновь погиб). Раздаётся выстрел, Гримм бездыханно падает на асфальт.

### Dollface
Последняя сюжетная линия рассказывает историю супермодели Кристы Спаркс. Криста пережила автокатастрофу, которая отразилась как на её внешности, так и на психике. После пластической операции на лице Кристы остаётся небольшой шрам. Однако психика девушки принимает это как огромное гнойное отверстие с личинками. Узнав, что шрам нельзя убрать, в приступе ярости Криста убивает доктора, отрезав ему голову. Криста убивала всех девушек, желавших встать на её место в карьерной лестнице. Наконец она нашла доктора, который обещал ей помочь. Он надел на девушку маску, которая, как он сказал, должна была исправить все недостатки в течение шести дней. Но когда срок истёк, доктор исчез, а маска никак не снималась, что бы Криста не делала (вплоть до того, что девушка пыталась отстрелить маску из дробовика). Тогда у Кристы был один шанс: выиграть на турнире Калипсо.
Криста победила в состязании и пришла к Калипсо. Сперва она хотела избавиться от маски, но затем попросила большего: стать самой известной супермоделью и попасть на мировые подиумы. Калипсо исполняет желание и девушка попадает в место, где много огней, и ей кажется, что это — модельный подиум. Но как позже оказалось, Калипсо перенёс её на взлётно-посадочную полосу, на которую начинал садиться самолёт. Криста попыталась сбежать, но её каблук сломался, и она упала. Снижающийся самолёт выдвинувшимся шасси убил девушку.

### Preacher
Также в игре есть ещё одна сюжетная линия, никак не связанная с основным сюжетом. Её главный герой — Проповедник, известный как «Holy Man» (рус. Святой человек). Его сюжетные вставки разбросаны по сюжетным вставкам других персонажей.
Первое появление Проповедника происходит в сюжетной вставке Маркуса Кейна. Из лежащего на асфальте диктофона слышен разговор диктора и Проповедника. Проповедник призывал людей восстать против ужаса и безумия Калипсо, однако никто его не слушает, считая сумасшедшим.
Второе появление Проповедника происходит в сюжетной вставке Дениэла Гримма. Проповедник стоит у башни Калипсо. Он говорит, что знает, кто такой Калипсо на самом деле и обещает, что уничтожит его «башню греха». Сам Калипсо видит его, но ничего при этом не отвечает.
Последнее появление Проповедника происходит в конце сюжетной вставки Кристы Спаркс. Проповедник, закованый в смирительную рубашку, находится в какой-то изолированной комнате. Он называет Калипсо зверем и обещает, что остановит его. Камера при этом движется назад, и игрокам демонстрируют огромные постройки, в которых заключены души тех, кто погиб на турнире. Само место напоминает Ад. Души кричат и просят Калипсо выпустить их. Камера движется дальше, и мы видим, как всё это находится внутри картины на стене, в офисе Калипсо.
У игры открытая концовка. Калипсо приходит на могилу Софи и кидает туда неизвестный мешок. Он «зовёт» девушку, призывая её «вернуться». Затем он слушает диктофон с голосами кричащих душ, в то время как за его спиной кто-то появился. Калипсо оборачивается. Перед ним стоит Софи, одетая как «Sweet Tooth»: в белые штаны, клоунскую маску и с горящей головой. Калипсо приветствует её и спрашивает: «Ты готова поиграть?» Девушка наклоняет голову, а её глаза становятся полностью красными.

## Отзывы
| Сводный рейтинг | Сводный рейтинг |
| Агрегатор       | Оценка          |
| --------------- | --------------- |
| GameRankings    | 76,35 %         |